# Sociedad Shorouq para Mujeres
La Sociedad Shorouq para Mujeres (en árabe: جمعية شروق النسوية العيزرية‎, romanizado: Jamʻīyat Shurūq al-Niswīyah al-ʻAyzarīyah) es una organización sin fines de lucro que tiene como objetivo empoderar económicamente a las mujeres palestinas. Tiene su sede en Betania, Cisjordania.Está dirigida por Fátima Faroun.
La organización está afiliada a Children of Peace y la Alianza para la Paz en Oriente Medio.

## Actividades
En 2009, la organización se asoció con el Instituto Negev para Estrategias de Paz y Desarrollo para impulsar el programa «Empresas Conjuntas para la Paz», en el que mujeres palestinas e israelíes recibían capacitación laboral juntas. El programa también tenía como objetivo desarrollar asociaciones comerciales entre palestinos e israelíes.
También en 2009, la organización participó en una exposición en la Semana Cultural Palestina en Amán, Jordania.
En 2011, la organización abrió un Centro de Desarrollo Económico.
A partir de 2016, la organización inició una campaña de concientización sobre el cáncer de mama en Jerusalén en colaboración con el Ministerio de Salud palestino. La campaña incluyó conferencias educativas, educación para aprender a realizar autoexámenes y la creación de un foro para sobrevivientes de cáncer de mama.
La organización también ha participado en la distribución de ayudas, como alimentos o mochilas escolares para estudiantes, a familias necesitadas.